# ÖFB-Cup 2009-2010
La ÖFB-Cup 2009-2010 è stata la 75ª edizione della coppa nazionale di calcio austriaca. Iniziata con il turno preliminare del 2 agosto 2009, si è conclusa con la finale del 16 maggio 2010.
Lo Sturm Graz ha ottenuto la quarta vittoria della storia, a undici anni dall'ultima, e si qualifica per i turni preliminari di Europa League 2010-2011. Prima finale della storia per il Wiener Neustadt, che nell'edizione precedente era stato sconfitto in semifinale.
La squadra detentrice, l'Austria Vienna, è eliminata negli ottavi di finale per mano del LASK Linz. Non accadeva dal 2002 che i violette non raggiungessero la finale della coppa nazionale.
Per la prima volta nella storia la finale si è giocata a Klagenfurt.

## Formula
La competizione è iniziata il 2 agosto 2009 con le partite del turno preliminare, in cui sono entrate in gioco 66 squadre non professioniste dalle diverse federazioni regionali. Le vincitrici si sono qualificate per il primo turno della competizione, in cui tutte le società di Bundesliga e Erste Liga, oltre alle vincitrici delle 9 coppe di land, hanno raggiunto la competizione.

## Risultati

### Turno preliminare
| Squadra 1                 | Risultato       | Squadra 2                      |
| ------------------------- | --------------- | ------------------------------ |
| Seekirchen                | 3 - 1           | Neumarkt                       |
| St. Johann/Pongau         | 1 - 1 (6-4 dcr) | Anif                           |
| Güssing                   | 0 - 3           | Baumgarten                     |
| St. Veit                  | 2 - 1           | St. Stefan/Lavanttal           |
| Wels                      | 5 - 1           | Union St. Florian              |
| Grazer AK                 | 3 - 1           | Leoben                         |
| Allerheiligen             | 1 - 0           | Voitsberg                      |
| WAC-St. Andrä             | 3 - 1           | Völkermarkt                    |
| Austria Kärnten Amateure  | 0 - 1           | SAK Klagenfurt                 |
| Wacker Innsbruck Amateure | 0 - 2           | Swarovski Wattens              |
| Hall                      | 5 - 0           | Axam/Götzens                   |
| Bregenz                   | 1 - 3           | Hard                           |
| Blau-Weiß Linz            | 5 - 1           | Neuhofen/Ried Amateure         |
| Sturm Graz Amateure       | 3 - 0           | Kalsdorf                       |
| Flavia Solva              | 4 - 2           | Weiz                           |
| Reichenau/Innsbruck       | 6 - 2           | Hohenems                       |
| Salzburger AK             | 1 - 2 (dts)     | Kufstein                       |
| Ankerbrot                 | 3 - 2           | Stadlau                        |
| Rennweger                 | 1 - 0 (dts)     | Wienerberg                     |
| Wiener Neudorfer          | 2 - 1           | Waidhofen/Ybbs                 |
| Gmuden                    | 5 - 6 (dts)     | Grieskirchen                   |
| Fürstenfeld               | 3 - 1           | Bad Aussee                     |
| Neudörfl                  | 0 - 5           | Stegersbach                    |
| Purbach                   | 1 - 4 (dts)     | Parndorf                       |
| Oberwart                  | 3 - 4           | Admira Wacker Mödling Amateure |
| Schrems                   | 1 - 4           | Kottingbrunn                   |
| Amstetten                 | 1 - 1 (4-6 dcr) | Horn                           |
| Union Vöcklamarkt         | 3 - 4           | Sierning                       |
| Columbia Floridsdorf      | 0 - 3           | Floridsdorfer                  |
| Leobendorf                | 1 - 3           | Zwettl                         |
| Würmla                    | 4 - 1 (dts)     | Sollenau                       |
| Schwechat                 | 2 - 0           | Rapid Vienna Amateure          |

### Primo turno
Il sorteggio del primo turno si è tenuto il 4 agosto 2009. Le partite sono state giocate il 14 e 15 dello stesso mese.
| Squadra 1                      | Risultato       | Squadra 2               |
| ------------------------------ | --------------- | ----------------------- |
| St. Johann/Pongau              | 2 - 4 (dts)     | Sturm Graz              |
| Admira Wacker Mödling Amateure | 2 - 0           | Mattersburg             |
| Vorwärts Steyr                 | 1 - 7           | Salisburgo              |
| Horn                           | 2 - 2 (6-7 dcr) | Austria Vienna Amateure |
| Rennweger                      | 2 - 4           | SAK Klagenfurt          |
| Zwettl                         | 2 - 4           | Hartberg                |
| Austria Kärnten                | 1 - 0           | Altach                  |
| Parndorf                       | 2 - 3 (dts)     | Rapid Vienna            |
| Würmla                         | 0 - 4           | Austria Vienna          |
| Sierning                       | 0 - 2           | Lustenau 07             |
| Blau-Weiß Linz                 | 3 - 2           | St. Pölten              |
| Wels                           | 0 - 3           | Ried                    |
| Baumgarten                     | 1 - 6           | Salisburgo Amateure     |
| Post Vienna                    | 1 - 4           | LASK                    |
| Seekirchen                     | 0 - 1           | First Vienna            |
| Kufstein                       | 1 - 2           | Wacker Innsbruck        |
| Schwechat                      | 0 - 1           | Austria Lustenau        |
| Gaflenz                        | 1 - 4           | Gratkorn                |
| Grieskirchen                   | 1 - 3           | Wiener Neustadt         |
| Sturm Graz Amateure            | 3 - 1           | Kapfenberger            |
| Zurndorf                       | 2 - 3           | Dornbirn                |
| Ankerbrot                      | 0 - 5           | Admira Wacker M.        |
| Allerheiligen                  | 2 - 0           | Hard                    |
| Stegersbach                    | 2 - 4           | Flavia Solva            |
| Reichenau/Innsbruck            | 5 - 3 (dts)     | Wiener Neudorfer        |
| Viktoria Bregenz               | 1 - 3 (dts)     | Grödig                  |
| Schwaz                         | 0 - 3           | Swarovski Wattens       |
| Grazer AK                      | 5 - 0           | Gleisdorf 09            |
| Lendorf                        | 1 - 2           | St. Veit                |
| SAK Klagenfurt                 | 2 - 1           | WAC-St. Andrä           |
| Hall                           | 0 - 2           | Kottingbrunn            |
| Floridsdorfer                  | 3 - 1           | Fürstenfeld             |

### Secondo turno
Le partite sono state giocate il 19 settembre 2009.
| Squadra 1                      | Risultato       | Squadra 2               |
| ------------------------------ | --------------- | ----------------------- |
| Kottingbrunn                   | 1 - 3           | LASK                    |
| St. Veit                       | 1 - 7           | Rapid Vienna            |
| Floridsdorfer                  | 0 - 6           | Austria Vienna          |
| Reichenau/Innsbruck            | 1 - 4           | Wacker Innsbruck        |
| SAK Klagenfurt                 | 1 - 3           | Admira Wacker M.        |
| FC Pasching                    | 2 - 2 (2-4 dcr) | Wiener Neustadt         |
| Grödig                         | 0 - 1           | Salisburgo              |
| Grazer AK                      | 0 - 2           | Lustenau 07             |
| Flavia Solva                   | 1 - 3           | Austria Lustenau        |
| Allerheiligen                  | 1 - 2           | Austria Kärnten         |
| Swarovski Wattens              | 0 - 1           | Sturm Graz              |
| Blau-Weiß Linz                 | 2 - 2 (5-4 dcr) | Austria Vienna Amateure |
| Sturm Graz Amateure            | 1 - 2           | Ried                    |
| Admira Wacker Mödling Amateure | 0 - 2           | First Vienna            |
| Salisburgo Amateure            | 2 - 2 (3-5 dcr) | Gratkorn                |
| Dornbirn                       | 3 - 1 (dts)     | Hartberg                |

### Ottavi di finale
Le partite sono state giocate il 9 e 10 marzo 2010.
| Squadra 1        | Risultato       | Squadra 2        |
| ---------------- | --------------- | ---------------- |
| Wacker Innsbruck | 0 - 1           | Austria Lustenau |
| LASK             | 1 - 0           | Austria Vienna   |
| Blau-Weiß Linz   | 1 - 2           | Rapid Vienna     |
| Sturm Graz       | 2 - 0           | Salisburgo       |
| Austria Kärnten  | 3 - 2           | First Vienna     |
| Dornbirn         | 0 - 2           | Ried             |
| Admira Wacker M. | 0 - 0 (4-2 dcr) | Gratkorn         |
| Lustenau 07      | 1 - 3           | Wiener Neustadt  |

### Quarti di finale
Queste partite sono state giocate nei giorni 30 e 31 marzo 2010.
| Squadra 1       | Risultato       | Squadra 2        |
| --------------- | --------------- | ---------------- |
| Sturm Graz      | 1 - 0 (dts)     | Admira Wacker M. |
| Austria Kärnten | 3 - 2           | Rapid Vienna     |
| Wiener Neustadt | 2 - 1 (dts)     | LASK             |
| Ried            | 1 - 1 (4-2 dcr) | Austria Lustenau |

### Semifinali
Gare disputate nei giorni 20 e 21 aprile 2010.
| Squadra 1       | Risultato | Squadra 2       |
| --------------- | --------- | --------------- |
| Austria Kärnten | 0 - 4     | Wiener Neustadt |
| Ried            | 0 - 1     | Sturm Graz      |

### Finale
La finale è stata disputata domenica 16 maggio 2010 alla Hypo Group Arena di Klagenfurt.
| Squadra 1       | Risultato | Squadra 2  |
| --------------- | --------- | ---------- |
| Wiener Neustadt | 0 - 1     | Sturm Graz |

| Arbitro: | Grobelnik |

|  |           |            |
|  | Marcatori | 81’ Lavrič |